# The Path of Totality
A The Path of Totality a Korn tizedik albuma, amely 2011. december 2-án jelent meg Európában és december 6-án az Egyesült Államokban. Az albumon közreműködtek különböző elektronikus zenét játszó előadók, például Skrillex, Noisia és mások.
Jonathan Davis az albumról:
Úttörő akarok lenni. Meg akarok változtatni dolgokat. Olyat akarok csinálni, ami nem a feladatunk, amit nem kötelességünk megtenni. Olyan művészetet akarok teremteni, ami különbözik, és nem is hasonlít arra, ami van. Nem egy dubstep albumot készítettünk. Egy Korn albumot készítettünk.
Az első héten 55.000 darabot adtak el belőle, így a tizedik helyen debütált a Billboard 200-on, így minden albumot egybevéve ez lett a tizenegyedik olyan Korn album, ami legalább a tizedik helyen debütált a Billboardon. 2012 júniusára 232.000 példányt adtak el belőle az Egyesült Államokban.

## Háttere
Az albumon közreműködött Skrillex, Datsik, Feed Me, Excision, 12th Planet, Flinch, Downlink, Kill the Noise, and Noisia. Datsik, Downlink, és Jim "Bud" Monti pedig a keverésben (is) segédkezett. A lemezt Jonathan házi stúdiójában vették fel, Bakersfielden, ám Jonathan az éneket több helyen is felvette, az otthonában, színházakban, mosdókban, valamint koreai és japán hotelekben.

## Zene
A The Path of Totality a tradicionális Korn hangzás keverése dubsteppel és drum and bass-szel. A Roadrunner a következőt mondta:
The Path of Totality nem hasonlít egyik megjelent Korn albumra sem; ez egy kísérletező felvétel, amiben a zenekar sebességet vált, és új területeket fedez fel. A felvételért a Korn együttműködött a világ vezető dubstep és elektronikus zenei előadóiával, mint például Skrillex, Excision, Datsik, Noisia, Kill the Noise, vagy 12th Planet. Az eredmény valami teljesen új, és teljesen Korn."

## Cím
„A The Path to Totality cím arra a tényre utal, hogy ha látni akarod a Napot teljes valójában, akkor a megfelelő helyen kell lenned a megfelelő időben” mondja Jonathan, a címet magyarázva „Így jött össze ez az album. Szerintem minden alkotója így érzi. Nem vagyok benne biztos, hogy ez még egyszer megtörténhet.”
„Egy olyan címmel akartam előrukkolni, ami túlviláginak hangzik” mondta Munky.

## Kritikai fogadtatás
Az albumot nagyon változó kritikai fogadtatás jellemezte, az egészen magastól, (például ARTISTdirect, 5/5), az extrémen alacsonyig (Sputnikmusik 0.5/5). 

A Metal Hammer azt mondta, hogy a Korn ismét egy újfajta metalt teremtett, ez pedig a metal-step, és 8/10-re értékelte az albumot. 

Az AllMusic 4/5-re értékelte, ezzel a megjegyzéssel:„Az elektronikus részek dacára ez teljesen Korn album...és a jobb fajta Korn albumok közé tartozik.” 

Valószínűleg a Sputnikmusik kritizálta a legjobban az albumot, azt mondta, hogy egyenesen szörnyű, és kritizálta mind a Kornt, mind a közreműködött előadókat. Érdemes megjegyezni, hogy az előző albumra, a Remember Who You Are-ra, 4/5-ös értékelést adott, és magasztalta a Kornt. 

2012. április 11-én a Korn megnyerte 'Az Év Albuma' díjat, a 2012-es Revolver Golden Gods Awards díjátadón, a The Path to Totality-vel. Ez volt a Korn első Golden Gods Aawards díja.

## Fordítás
- Ez a szócikk részben vagy egészben  a   The Path to Totality című angol Wikipédia-szócikk fordításán alapul.  Az eredeti cikk szerkesztőit annak laptörténete sorolja fel. Ez a jelzés csupán a megfogalmazás eredetét és a szerzői jogokat jelzi, nem szolgál a cikkben szereplő információk forrásmegjelöléseként.